# NGC 617
NGC 617 (również PGC 5831) – galaktyka spiralna z poprzeczką znajdująca się w gwiazdozbiorze Wieloryba. Odkrył ją Francis Leavenworth w 1886 roku. Jest to galaktyka z aktywnym jądrem.